# Joëlle Brupbacher

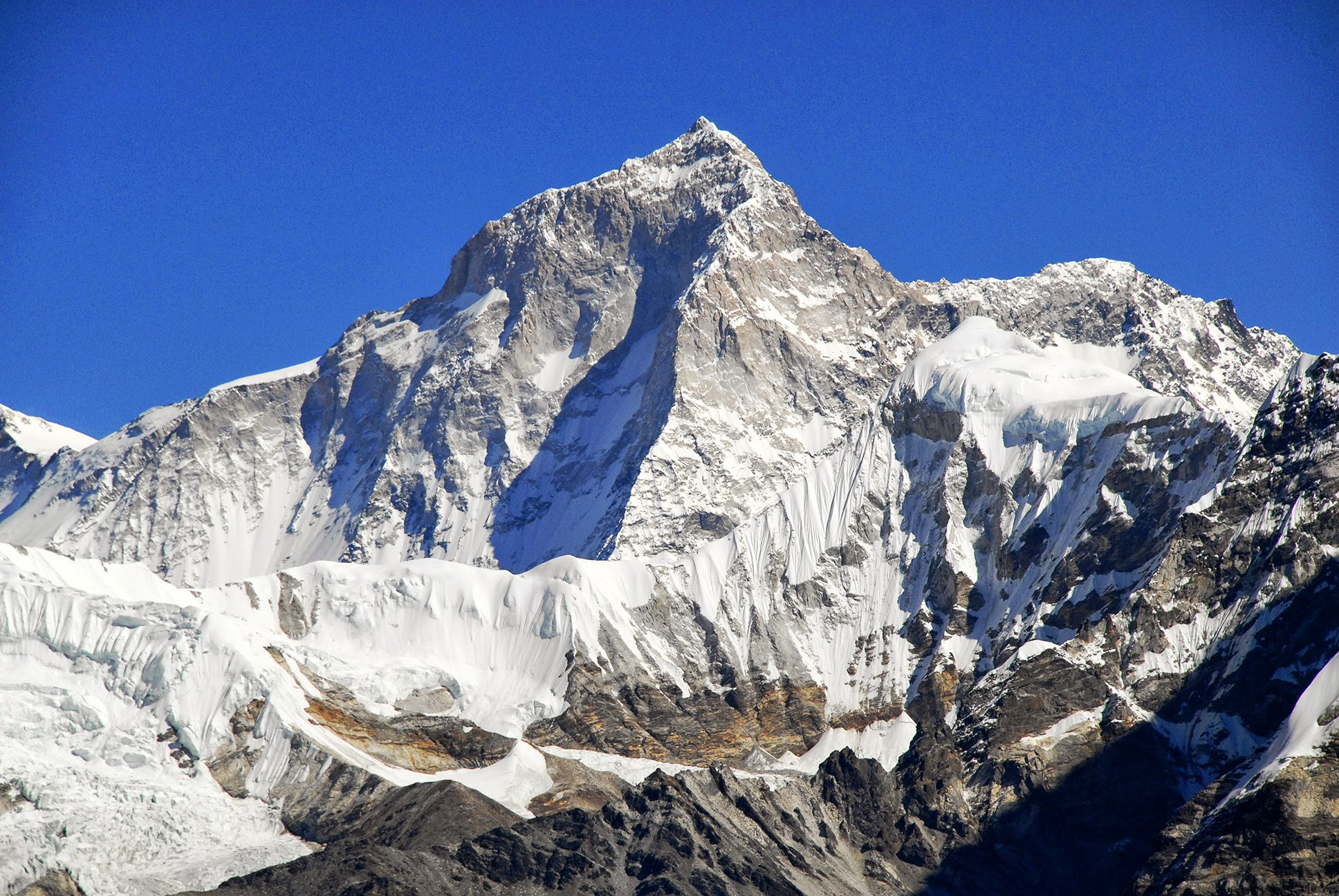
Blick vom Mera Pass auf den Makalu, den mit Höhe fünfthöchsten Berg der Erde

Joëlle Catherine Brupbacher (* 3. August 1978; † 22. Mai 2011 in Nepal) war eine Schweizer Höhenbergsteigerin. Sie war die erste Schweizerin, die fünf der vierzehn Achttausender bestieg. Sie starb auf dem Abstieg vom Gipfel des Makalu (8485 m) im Lager 3 an Erschöpfung.

## Werdegang
Joëlle Brupbacher lebte in Muri bei Bern. Sie arbeitete als Informatikerin bei den Schweizerischen Bundesbahnen. Sporadisch leitete sie nebenbei auch Bergtouren für einen Reiseveranstalter.
Brupbacher kam spät zum Bergsteigen. Erst als 20-Jährige begann sie mit dem Sportklettern in der Halle.
Laut der Zeitung Blick war sie die einzige Höhenbergsteigerin der Schweiz, die mit dem 8485 m hohen Makalu fünf Achttausender bestieg. Vier andere Achttausender hatte sie bereits früher erfolgreich erklommen.

## Besteigung des Makalu
Schon 2010 versuchte Brupbacher, den Gipfel des Makalu zu erreichen. Infolge schlechten Wetters musste sie den Versuch abbrechen. Im Frühjahr 2011 startete sie zu einem erneuten Versuch. Dazu teilte sie sich die amtliche Bewilligung, die für Himalaya-Expeditionen erforderlich ist, mit dem Slowaken Peter Hámor, dem Rumänen Horia Colibășanu, den zwei Spaniern Jorge Egocheaga und Martín Ramos und anderen. Brupbacher und ihr Lebenspartner Egocheaga waren getrennt unterwegs. Egocheaga war mit Ramos im Alpinstil am Berg, während Brupbacher in einer Variante des Expeditionsstils mit Sherpa Pasang unterwegs war.
Mit zunehmender Aufenthaltsdauer in der so genannten Todeszone (über 7000 m) steigt auch das Risiko einer akuten Höhenkrankheit, was nebst Kopfschmerzen auch zu Schwäche und Erschöpfung, Schwindel, Atemnot und lebensgefährlichem Hirn- und Lungenödem führen kann.

### Berichte in den Medien
Brupbachers Tod beim Abstieg vom Makalu wurde von verschiedenen Medien aufgegriffen, nachdem die spanischen Höhenbergsteiger Ramos und Egocheaga die Vorgänge geschildert hatten. Dabei ging es um die Frage, ob und inwiefern sich die auf derselben Route anwesenden Teams gegenseitig helfen konnten, wenn zur gleichen Zeit am Lhotse Hilfe für eine Expedition organisiert wurde, die offenbar wenig vorbereitet gewesen sei.

### Rekonstruktion der Vorgänge am Makalu
Die beiden Spanier Jorge Egocheaga und Martín Ramos kamen gegen 13 Uhr als erste der bereits erwähnten Gruppe auf dem Gipfel des Makalu (8485 m) an. Etwa eine Stunde später erreichten der Slowake Peter Hámor und der Rumäne Horia Colibășanu ebenfalls den Gipfel.
Auf dem Abstieg vom Gipfel trafen Ramos und Egocheaga um 14.30 Uhr im Couloir des Français auf 8200 m auf Brupbacher und ihren Sherpa Pasang. In seinem Satellitentelefon berichtete Egocheaga am 25. Mai 2011, dass er Brupbacher und ihren Sherpa im Couloir des Français gebeten habe umzukehren, da es schon zu spät sei, um den Aufstieg zum Gipfel zu vollenden. Brupbacher habe dies abgelehnt und ihren Aufstieg fortgesetzt.
Die beiden Spanier erreichten kurze Zeit später Lager 4 auf 7700 m Höhe. Gegen 22.30 Uhr trafen Brupbacher und ihr Sherpa im Lager 4 ein, nachdem sie den Gipfel des Makalu erreicht hatten. Am folgenden Morgen, den 22. Mai, bereitete sich Egocheaga mit seinem Team auf den weiteren Abstieg vor. Aufgrund der schwierigen Bedingungen des Aufstiegs am Vortag habe er darauf bestanden, dass Brupbacher und Sherpa Pasang ebenfalls so schnell wie möglich absteigen, worauf Brupbacher entgegnet habe, dass sie sehr müde, aber wohlauf sei.
Egocheaga und Ramos stiegen Richtung vorgeschobenes Basislager ab. In der Nähe des Basislagers erfuhren sie, dass sich Colibășanu, Hámor und Brupbacher mit ihrem Sherpa Pasang im Lager 3 (7400 m) befanden. Sie hätten um Sauerstoff gebeten, weil Brupbacher erschöpft sei und sich nicht mehr bewegen könne. Egocheaga und Ramos legten noch den Rest zum vorgeschobenen Basislager (rund 5700 m) zurück, wo sie um 15 Uhr ankamen. Sie forderten Hilfe für Brupbacher an. Einer der Sherpas wäre bereit gewesen, doch der Expeditionsleiter verweigerte ihm die Erlaubnis aufzusteigen, weil der Sherpa zu diesem Zeitpunkt krank gewesen sei und weil die Hilfe ohnehin zu spät in Lager 3 angekommen wäre.
Brupbacher starb am 22. Mai 2011 mit 33 Jahren beim Abstieg vom 8485 m hohen Makalu, dem fünfthöchsten Gipfel der Welt, den sie am Vortag erreicht hatte, im Zelt auf 7400 m im Lager 3 offensichtlich an Erschöpfung.

## Erfolge
- 2006: Broad Peak, 8051 m, Pakistan-China[12][13]
- 2007: Dhaulagiri, 8167 m, Nepal[14][13][9]
- 2007: Cho Oyu, 8188 m, Nepal-China[15][13][1]
- Gasherbrum II, 8035 m, Pakistan-China[16][13]
- 2011: Makalu, 8485 m, Nepal-China[13]

## Französische Route
Der Makalu wird normalerweise in einer «Spirale» bestiegen. Dabei ist der gesamte Makalu zu umrunden, bevor man sich dem Gipfel nähern kann. Die Route nähert sich von Osten und verläuft dann unter der Südwand hindurch bis zum vorgeschobenen Basislager im Südwesten. Der Aufstieg beginnt auf der Westseite und verläuft ab einer Höhe von 7450 m von Norden her.
Die französische Route beginnt auf etwa 5700 m an der Westflanke des Makalu. Dann führt die Route auf dieser Seite bis zum Makalu La (Makalu-Pass) auf 7500 m hinauf. Danach zweigt die Route auf die Südseite ab, in Richtung des Couloir des Français, zuerst in der Nordwand und weiter oben in der Nordostwand.
Die meiste Zeit wird im vorgeschobenen Basislager auf etwa 5800 m verbracht, das 400 m höher als das Basislager des Mount Everest und etwas höher als der Mont Blanc (4810 m) liegt. Dieses vorgeschobene Basislager ist das höchstgelegene aller Basislager der 14 Achttausender.

## Rezeption
Aus aktuellem Anlass nahm die Ökonomin und Sportwissenschaftlerin Claudia Erni Baumann Bezug auf die Unfälle der beiden Höhenbergsteiger Joëlle Brupbacher und Erhard Loretan, die beide im Frühjahr 2011 in den Bergen starben, ohne auf die einzelnen Fälle im Detail einzugehen. Die Wissenschaftlerin versuchte, Lehren aufgrund einer Studie von Ian McCammon aus dem Jahr 2002 für das Risikomanagement im Allgemeinen zu ziehen. Die Dozentin warnte allerdings davor, die Ergebnisse 1:1 auf alltägliches Risikoverhalten und den Umgang von Organisationen mit Risiken zu übertragen. Trotzdem, meint die Wissenschaftlerin, könnten Organisationen von Bergsteigern lernen. So müsse einer Organisation bewusst sein, dass die eigene Organisationsphilosophie oder deren propagierte Vorbilder das Eingehen ungewöhnlicher Risiken begünstigen könne, beispielsweise um Vorgesetzte zu beeindrucken oder einen Gewinn für die eigene Laufbahn zu erzielen. Auch die Struktur einer Organisation beeinflusse das Risikoverhalten der Studenten oder der Mitarbeiter. Das sei beispielsweise zu beobachten, wenn niemand sich für den Umgang mit komplexen Bedrohungen verantwortlich fühle. Ausserdem müssten leitende Angestellte und Mitarbeiter oft komplexe Entscheidungen treffen, ohne alle Konsequenzen im Detail zu verstehen, weil Expertenwissen fehle. Wichtig sei darüber hinaus das Arbeitsklima und die Gruppendynamik. Die Person, die sich in einer Gruppe am lautesten äussere, verfüge nicht unbedingt über das meiste Wissen zu einem bestimmten Thema. Eine Person könne den Status eines Experten erlangen, ohne es zu sein. Ein geschickter Moderator könne jedoch den potenziellen Schaden vermindern, den diese Konstellation verursachen könnte. Eine grosse Gruppe mit einem klaren Ziel neige dazu, potenzielle Risiken zu ignorieren, weil sie wisse, wo sie hin will. Daher hielten sie es nicht für notwendig, sich ständig der Risiken bewusst zu sein. Eine kritische Haltung sollte immer gefördert und der Status quo immer hinterfragt werden. Unkritisch sein sei die beste Voraussetzung für eine Krise. Auch einmalige Gelegenheiten sollten genau geprüft werden, denn wenn etwas auf den ersten Blick gut aussehe, könne eine gründlichere Untersuchung möglicherweise einige versteckte Risiken aufdecken. Zudem spiele die Persönlichkeit eine wichtige Rolle. Je höher der «Expertenstatus» einer Person sei, die Entscheidungen trifft, desto höher sei das Restrisiko, stellt die Wissenschaftlerin fest. Eine Person sei eher bereit, ein höheres Risiko einzugehen, wenn sie über ein fundierteres Wissen zu einem bestimmten Thema verfüge. Deshalb hüte man sich vor wirklichen oder vermeintlichen Experten, warnte sie und gab zu bedenkten, dass Laien dazu neigen, Risiken zu überschätzen, während Experten die Tendenz hätten, diese zu unterschätzen. Deshalb würden die besten Arbeitsergebnisse in einer Gruppe erzielt, die aus Experten und Laien bestehe. Wenn die Menschen wissen, dass sie sich auf gefährliches Terrain begeben, seien sie sich der Risiken stärker bewusst. Das Wissen, dass man sich in einer gefährlichen Situation befindee, wirke sich also positiv auf das eigene Verhalten aus – man ist vorsichtiger. Sicherheitsmassnahmen würden sich jedoch oft nachteilig auswirken, weil sie dazu führten, dass die Menschen mehr Risiken eingingen, als sie es sonst tun würden. Sicherheitsmassnahmen würden sich also positiver auswirken, wenn sich die Menschen so verhielten, als ob es keine Sicherheitsmassnahmen gäbe. Eine grosse Risikoquelle sei die Überschätzung der eigenen Fähigkeiten und nicht unbedingt mangelndes Wissen. Selbstkritisch zu sein, sei ein Zeichen von Reife und nicht von Schwäche. Fazit: Menschen – ob Bergsteiger oder «normale» Menschen im Alltag –, die sich immer wieder in schwierigen Situationen befinden, sollten ihre eigenen Fähigkeiten kritisch hinterfragen.